# 方舜文
方舜文（英語：Margaret Fong Shun Man, 1962年12月8日—），現為香港貿易發展局總裁，主管推廣香港的對外貿易。

## 簡歷
方舜文畢業於香港大學英國文學系，其後赴英國牛津大學進修。1985年8月加入香港政府擔任政務主任，2005年4月晉升為首長級乙一級政務官，2008年4月晉升為首長級甲級政務官。方舜文曾在香港政府多個決策局及部門服務，包括前行政科、前政務總署、前總督府、前財政科、前憲制事務科及香港駐華盛頓經濟貿易辦事處，1992年9月至1993年6月期間亦曾出任深港聯合治理深圳河工作小組成員。方舜文於2009年11月辭呈。
離開政府後，方女士加入香港貿易發展局出任副總裁。2014年10月1日起出任香港貿易發展局總裁。
2014年10月1日獲委任為經濟發展委員會轄下會展及旅遊業工作小組成員。
方舜文所任的重要職位包括：
- 1997年8月至1999年9月：香港駐華盛頓經濟貿易辦事處副處長。
- 1999年10月至 2004年6月：運輸局副局長（後改稱環境運輸及工務局副秘書長（運輸））。
- 2004年8月至2006年7月：香港駐華盛頓經濟貿易辦事處處長。
- 2006年7月至2008年10月：香港駐美總經貿專員。
- 2008年11月27日至2009年12月：旅遊事務署旅遊事務專員。
- 2010年至2014年9月：香港貿易發展局副總裁
- 2014年10月1日至今：香港貿易發展局總裁